# Pela-soques bru
El pela-soques bru (Climacteris picumnus) és un ocell de la família dels climactèrids (Climacteridae).

## Hàbitat i distribució
Habita el bosc obert i de ribera d'Austràlia oriental.